# 白珝 (洪武舉人)
白珝，山西太谷縣人，明朝政治人物。解元出身。
洪武二十三年（1390年），山西鄉試中舉第一名（解元），官禮部儀制司主事。

## 參看
- 明朝解元列表